# مورلیا (کاکتا)
مورلیا (انگلیسی: Morelia, Caquetá) نام یک منطقه مسکونی در کلمبیا است.